# Santo carmelitano imberbe
Il pannello del Santo carmelitano imberbe, attribuito di Masaccio, è una delle quattro figurette (38x12 cm) già facenti parte del polittico di Pisa ed oggi conservate nello Staatliche Museen di Berlino. Gli altri tre sono il Sant'Agostino, il San Girolamo e il Santo carmelitano barbuto. L'opera, datata 1426, è una tempera su tavola a fondo oro.

## Storia
Destinato alla chiesa del Carmine per la cappella del notaio ser Giuliano di Colino degli Scarsi da San Giusto, il polittico di Pisa è l'opera meglio documentata di Masaccio, grazie a un committente particolarmente preciso, che annotò tutti i pagamenti e i solleciti fatti al pittore.
Il 19 febbraio 1426 l'artista era a Pisa a siglare il contratto e, dopo vari solleciti e richieste a impegnarsi in esclusiva all'opera, il 26 dicembre Masaccio riceveva il saldo per l'opera.
Entro il 1568 Giorgio Vasari lo vide e lo descrisse nella seconda edizione delle Vite. Nel corso del XVII o XVIII secolo venne rimosso dall'altare, sembrato e disperso.
I quattro piccoli pannelli vennero alla luce nel 1893 in un'esposizione alla New Gallery di Regent Street a Londra e nel 1905 vennero acquistati dal Museo di Berlino. Fu Berenson il primo a metterli in relazione col perduto polittico pisano nel 1908, proprio per la presenza dei carmelitani.

## Descrizione e stile
La collocazione di queste quattro figure è incerta e in ogni caso ne dovevano esistere alcuni di più poiché si era normalmente soliti accoppiare queste figure simmetricamente, voltate verso destra e verso sinistra in misura uguale. I pannelli di Berlino sono tre voltati verso destra (Agostino, Girolamo e Carmelitano barbuto) e uno solo verso sinistra (Carmelitano glabro) e si tende a immaginarli incastonati nei pilastri ai lati della cornice lignea. Berti e Foggi hanno proposto anche una ricostruzione alternativa, dove i pannelli decoravano lo spazio tra gli scomparti superiori del polittico, dove erano dipinti dei santi a mezza figura, dei quali si conosce oggi solo il San Paolo e il Sant'Andrea. In ogni caso i pannelli perduti sarebbero almeno due.
Il santo imberbe con l'abito carmelitano è ritratto mentre guarda in lontananza e nasconde sotto il mantello un libro, simbolo di sapienza. La fisionomia ha tratti che evidenziano la rotondità, e la sua veste è trattata con un approccio più scultoreo del Santo barbuto: richiama lo stile del pannello del Sant'Andrea, col quale condivide anche la forma solida e squadrata delle dita. Le pieghe sono più vigorose, con colori più contrastanti, che fanno apparire il mantello pesante e voluminoso.
Su figure simili a questa Filippo Lippi, allievo di Masaccio, formò il proprio stile, tanto che alcuni hanno anche attribuito l'opera alla sua mano.